# Simon van den Bergh (1819-1907)
Simon van den Bergh (Geffen, 1819 - Rotterdam, 6 april 1907) was werkzaam als boterhandelaar en later als margarinefabrikant en stond mede aan de wieg van het Unilever-concern. Zijn Joodse afkomst speelde een belangrijke rol in zijn levensloop. 

## Levensloop
Simon groeide op als jongste in het gezin van Zadok van den Bergh senior en Elisabeth van der Wielen. In 1844 trouwde hij met een nicht die evenals zijn moeder Elisabeth van der Wielen heette. Zij kregen vele kinderen, van wie Samuel van den Bergh de bekendste zou worden. De andere zonen zijn Jacob, Maurits, Henry, Isaac, Arnold van den Bergh en Zadok van den Berg junior.
Simon werkte aanvankelijk in de winkel van zijn vader te Geffen, waar koloniale waren en manufacturen werden verhandeld. Daarnaast werd ook in boter gehandeld, dat door de boeren uit de omgeving als betaalmiddel werd gebruikt. Na de dood van vader Zadok verhuisde het gezin Van den Bergh in 1858 naar het nabije Oss, dat een centrum van boterhandel was en waar ook de concurrent Antoon Jurgens actief was. Simon werd actief in de boterhandel, terwijl Elisabeth de winkel dreef. De afzetmarkt was Londen, maar door de felle concurrentie van Jurgens leverde de boterhandel vooral verlies op en ze gingen in 1868 failliet. Daarna braken betere tijden aan en de zoons Henry en Jacob gingen naar Londen om daar de zaken te behartigen.
In 1871 startte Antoon Jurgens met de productie van margarine. In 1872 volgde het bedrijf van Simon van den Bergh. De felle concurrentie leidde tot diverse conflicten. De katholieke familie Jurgens had, in tegenstelling tot de Joodse familie Van den Bergh, ruime toegang tot de lokale politiek, waarbij de broers Anton en Jan Jurgens invloedrijke gemeenteraadsleden waren die plannen in het voordeel van hun bedrijf konden beslechten.
Vanwege deze tegenwerking verhuisde het gezin Van den Bergh in 1891 naar Rotterdam, waar een verdraagzamer sfeer heerste en waar tevens de aan- en afvoermogelijkheden veel gunstiger waren. Oss verloor hiermee een belangrijke werkgever. In Rotterdam werd een nieuwe margarinefabriek opgezet die tot 2022 produceerde en die een belangrijke Unilever-vestiging was. De leiding van de onderneming lag sinds 1882 in handen van Simons zoons. Met name Samuel van den Bergh zou een belangrijke rol spelen als industrieel en in de Rotterdamse politiek. Simon, die zeer religieus was, werd voorzitter van de Vereniging Montefiore, die zich inzette voor Joodse vluchtelingen uit Oost-Europa, die naar de Verenigde Staten emigreerden.
Simon werd na zijn dood door de internationale pers The margarine king genoemd.